# Xysticus audaxoides
Xysticus audaxoides är en spindelart som beskrevs av Zhang, Zhang och Song 2004. Xysticus audaxoides ingår i släktet Xysticus och familjen krabbspindlar. Inga underarter finns listade i Catalogue of Life.